# Choroba Carrióna
Choroba Carrióna – choroba zakaźna z grupy bartoneloz, wywoływana przez bakterie Bartonella bacilliformis. Przenoszona na człowieka przez moskity. W pierwszej fazie występuje w postaci ostrej, która znana jest jako gorączka Oroya, towarzyszy jej gorączka, bladość, bóle mięśniowe i złe samopoczucie. Występują infekcje oportunistyczne. Nieleczona często kończy się zgonem (40–88% przypadków), szybkie leczenie obniża liczbę zgonów do ok. 9%. Po fazie ostrej następuje faza bezobjawowa, a następnie u ok. 10% zarażonych rozwija się faza wykwitów, podczas której powstają na skórze brodawkowe lezje (tzw. brodawka peruwiańska).